# Eredivisie CV
De Eredivisie CV (ECV) is een commanditaire vennootschap waarin alle 18 clubs van de Eredivisie, de hoogste Nederlandse betaald voetbalklasse, verenigd zijn. De ECV draagt namens en voor de clubs zorg over de commerciële exploitatie van de media- en sponsorrechten en promotie van het merk Eredivisie in binnen- en buitenland. Oud-NOS en Feyenoord directeur Jan de Jong heeft sinds september 2020 de dagelijkse leiding over de organisatie. De maanden ervoor vervulde hij deze functie al als interim.
Voor de commerciële exploitatie en promotie is onder andere het bedrijf Eredivisie Media & Marketing CV (EMM) opgericht waarin de clubs een belang van 35,28 procent hebben. Deze organisatie, die voor 51 procent in handen is van The Walt Disney Company, exploiteert het sportkanaal ESPN (voorheen FOX Sports) en het open kanaal STAR Channel (voorheen FOX).  Van medio 2008 tot medio 2012 hadden de clubs het bedrijf voor 72 procent in handen en werd er onder de naam Eredivisie Live uitgezonden. Dit was een samenwerking met producent Endemol.
In 2021 werd er besloten om de organisatie samen te gaan voegen met de Coöperatie Eerste Divisie (CED) en daarmee meer zeggenschap te krijgen over de sportieve- en commerciële aspecten van de Nederlandse professionele voetbalcompetities. Daarnaast moest de professionaliteit over de gehele breedte bij de betaaldvoetbalclubs toenemen, bijvoorbeeld door het herverdelen van televisiegelden. Medio 2025, wanneer de rechten van de Eredivisie weer vrijkomen, moet de eenwording als NL League zijn afgerond en zouden ook de eDivisies en Vrouwen Eredivisie onder de organisatie vallen. Bij de lancering van de plannen waren er 4 van de 34 profclubs nog niet akkoord met de nieuwe opzet, waaronder Ajax en Feyenoord. De eenwording wordt vanaf het seizoen 2021/22 stapsgewijs ingevoerd.
Een belangrijke stap naar meer zeggenschap van de clubs over het verloop en de organisatie van de competities werd in de zomer van 2022 reeds genomen. Met ingang van 1 juli 2022 zou er een competitiebestuur worden geïntroduceerd – bestaande uit de ECV, CED en KNVB – die aan de doelstelling moest bijdragen. De taken en bevoegdheden van het nieuw gevormde competitiebestuur bestaan onder andere uit het vaststellen van de wedstrijdprogramma's, de indeling en de formats van de competities, en het vaststellen van play-off competities en bijbehorende regelingen. Op dat moment waren onder andere Ajax en Feyenoord nog altijd niet van mening veranderd over de invulling van de nieuwe opzet. De afdracht van inkomsten uit Europees voetbal is voor beide clubs nog een pijnpunt.